# Iglesia Presbiteriana Central (Nueva York)
La Iglesia Presbiteriana Central (en inglés Central Presbyterian Church) es una congregación histórica en el Upper East Side de Manhattan en  Nueva York (Estados Unidos), fundada por el pastor y abolicionista William Patton en 1821. Es miembro de la Iglesia Evangélica Presbiteriana, y adora en una estructura neogótica terminada en 1922 que originalmente fue encargada y financiada en gran parte por John D. Rockefeller, Jr. como Iglesia Bautista de Park Avenue.
Hoy, Central es un cuerpo culturalmente diverso de más de 500 personas, incluidos líderes experimentados, muchas familias y un cuerpo dinámico de estudiantes, jóvenes profesionales y artistas. Actualmente, la iglesia alberga servicios dominicales, así como conferencias, seminarios y conciertos de música de cámara.

## Historia

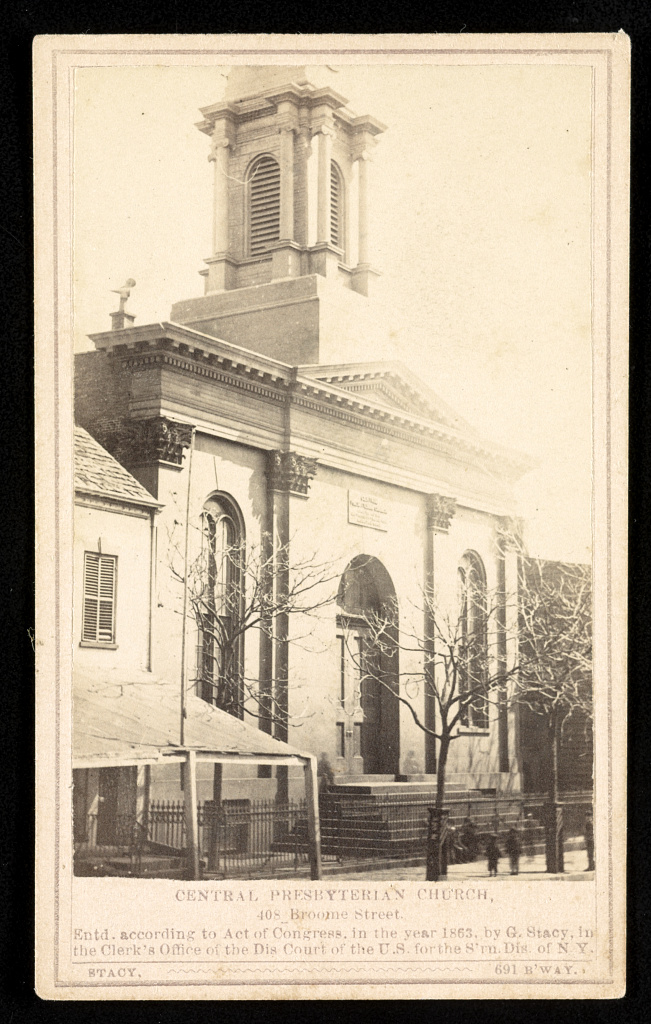
Iglesia central en la calle Broome

### Origen
En marzo de 1820, la iglesia que eventualmente se convertiría en la Iglesia Presbiteriana Central era una pequeña iglesia iniciada por William Patton. La iglesia celebró reuniones en un salón de clases en la calle Mulberry a expensas de Patton. En enero de 1821, Patton fundó oficialmente la iglesia. Tenía solo 22 años en el momento del establecimiento de la iglesia. En febrero de 1821, la iglesia se incorporó como una corporación religiosa en el estado de Nueva York.

### Crecimiento
En el primer año de la Central, la congregación creció considerablemente y adquirió su primer edificio de iglesia, en el lado norte de la calle Broome. El edificio abrió para los servicios semanales en mayo de 1822 con Patton distinguido como el primer pastor de Central. A pesar de sus humildes comienzos, la iglesia rápidamente se volvió influyente tanto en Nueva York como en el mundo. Patton estuvo muy involucrado en muchos compromisos diferentes durante su tiempo como pastor, como la fundación del Seminario Teológico Unión y la publicación de artículos aclamados, incluidos aquellos que argumentan en contra de la esclavitud como un abolicionista acérrimo.
Patton fue sucedido por William Adams, un pastor conocido por su fuerza y elocuencia. La iglesia creció rápidamente durante el liderazgo pastoral de Adams; sin embargo, la ubicación de Central en Broome Street se encontraba en una vecindad que se había sobresaturado con negocios.
En 1869, se compró un sitio para la congregación en la Calle 57 entre Broadway y la Séptima Avenida, y cuando la Iglesia Presbiteriana de la Quinta Avenida decidió mudarse de la Quinta Avenida y la Calle 19 a su ubicación actual en la Calle 55, donaron su edificio de la Calle 19 a la Iglesia Central. Trasladada ladrillo por ladrillo y banco por banco a su nueva ubicación, la antigua estructura de la Quinta Avenida se convirtió en el nuevo hogar de la Iglesia Central.
Durante el pastorado de Milton Merle-Smith, Central abrió misiones en Hyden, Kentucky en 1894 y en el condado de Huaiyuan (China) en 1901. Charles Ives fue el organista de 1900-1902. En diciembre de 1904, The Big Brothers of New York, Inc. comenzó en un club de hombres en la Iglesia Presbiteriana Central.
En 1915, la Iglesia Reformada de la Avenida Madison (en la esquina noreste de la Avenida Madison y la Calle 57) compró la Iglesia Central (el antiguo edificio de la Quinta Avenida). A cambio, Central compró la estructura de la Avenida Madison, que estaba más cerca de donde vivían muchos de sus miembros en el Upper East Side. El pastorado de 31 años de Wilton Merle-Smith terminó con su retiro en 1920 y su muerte el 3 de octubre de 1923, concluyendo una era significativa en la historia de la iglesia.

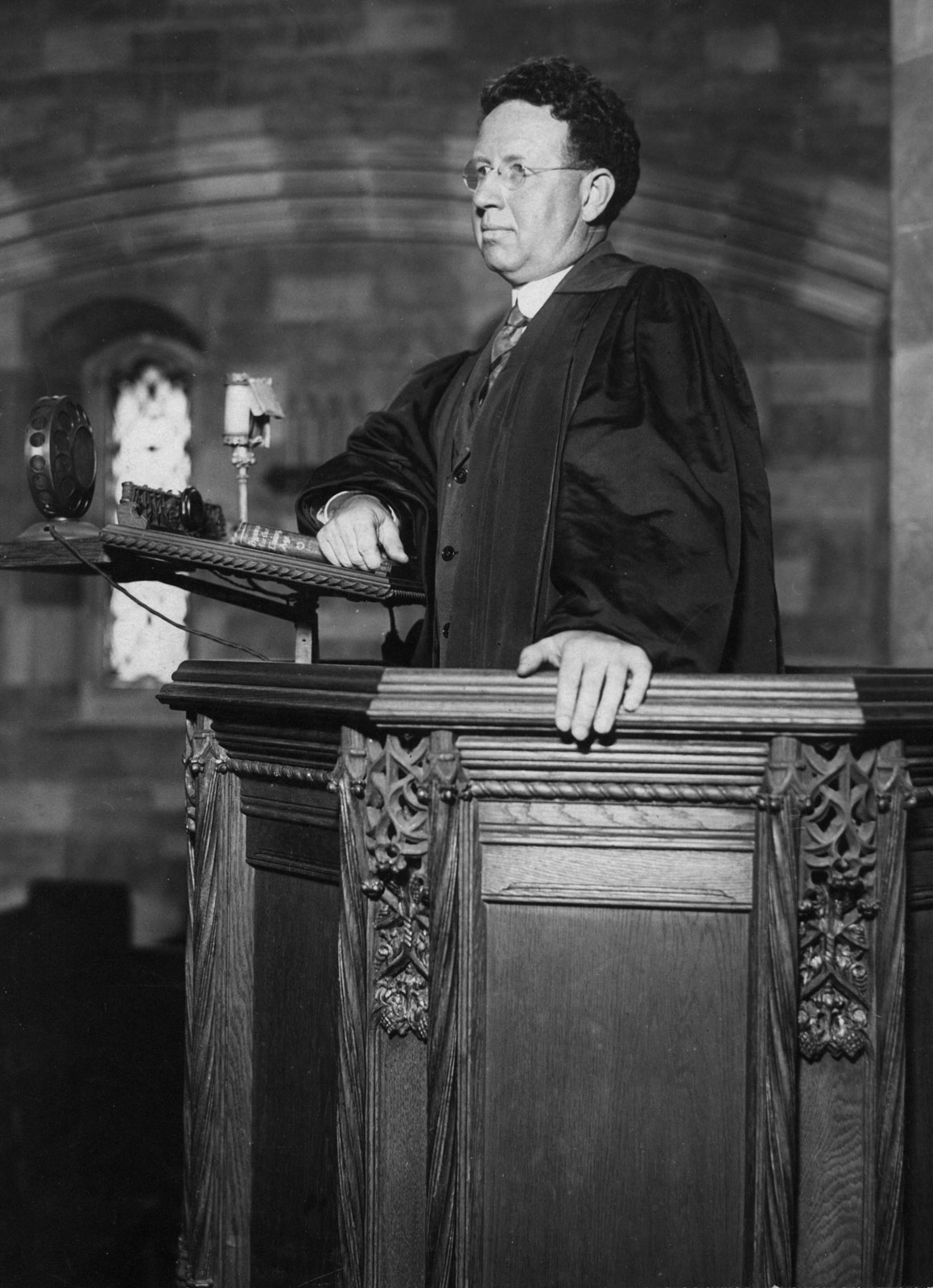
Harry Emerson Fosdick en el púlpito de Park Avenue Baptist

En 1926, Central compró el edificio bautista de Park Avenue ya que la predicación liberal de Harry Emerson Fosdick atraía multitudes tan grandes que la congregación bautista de Park Avenue necesitaba mudarse a un espacio más grande, lo que impulsó la construcción de la iglesia Riverside. Mientras tanto, antes de que Riverside terminara la construcción, Central se reunió en el Plaza Hotel y, después de cerrar la compra, realizó su primer servicio en su nuevo hogar en 593 Park Avenue el domingo 22 de septiembre de 1929, poco antes de la caída del mercado de valores de octubre de 1929.
En la década de 1970 la iglesia enfrentó problemas presupuestarios y una disminución de miembros y fue vendida a la Sociedad de Asia en 1975 para ser demolida por un nuevo edificio para albergar una colección de arte asiático de 10 millones de dólares entregada a la institución por John D. Rockefeller III. Sin embargo, la transacción no siguió adelante debido a un proceso judicial iniciado por ciertos miembros de la Iglesia Central.

### Renovación
Después de un período de declive drástico en la iglesia, en 2006 comenzó una renovación dinámica.
En 2018, Central lanzó la fase pública de su campaña para restaurar la fachada del edificio y contrató a Walter B. Melvin Architects desde 2011 para crear un plan para la restauración y renovación del edificio.

## Arquitectura

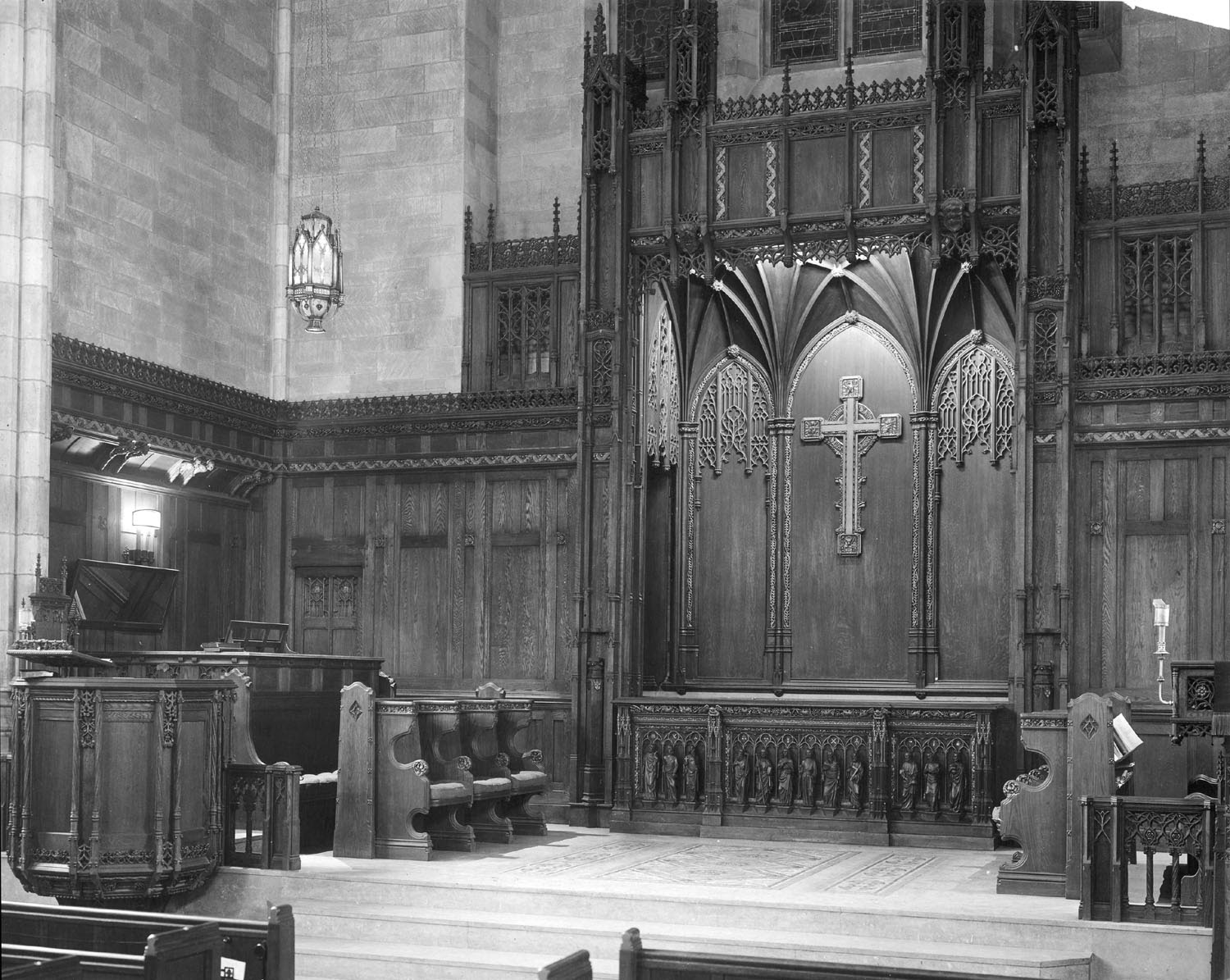
Interior de la Iglesia Presbiteriana Central (Nueva York),1922.

El edificio actual de Central fue originalmente la Iglesia Bautista de Park Avenue, que fue diseñada por Henry C. Pelton, asociado con Allen & Collens, y financiada principalmente por John D. Rockefeller, Sr. & Jr. Dado el tamaño limitado del lote (100' x 80'), el edificio de la iglesia neogótica tiene siete pisos de altura con aulas, oficinas, estudios y otras habitaciones sobre el santuario principal con un gimnasio (originalmente otro auditorio) debajo, aunque las características exteriores están dispuestas de manera que el edificio parece ser un gran santuario, ocultando los pisos superiores. Las paredes exteriores están construidas con granito West Townsend con molduras de piedra caliza de Indiana.
El santuario principal tiene un techo abovedado de yeso que está pintado para parecerse a la piedra. El frente del presbiterio tiene un retablo de madera tallada, que rodea lo que originalmente fue el tanque bautismal y una pantalla de cuatro pies de alto. Posteriormente, el tanque se retiró, se cubrió y se reemplazó por una mesa de comunión que incorpora algunas de las tallas de la pantalla original, incluidos seis de los Doce Apóstoles (Felipe, Santiago el Viejo, Juan, Pedro, Andrés y Tomás) y figuras de ángeles.
El edificio se construyó originalmente con dos ascensores grandes y un sistema de aire acondicionado antiguo que utilizaba almacenamiento de hielo en el sótano. En 2019, se instalaron modernos sistemas HVAC, reutilizando los conductos de aire para enfriar el santuario.